# NGC 1414
NGC 1414 este o galaxie spirală situată în constelația Eridanul. A fost descoperită în 19 noiembrie 1886 de către Francis Leavenworth.